# 中山弘子
中山 弘子（なかやま ひろこ、1945年（昭和20年）2月6日 - ）は、日本の政治家。元東京都新宿区長（3期）。

## 来歴
日本統治下の台湾宜蘭県羅東鎮に生まれ、生後間もない1946年3月、父の故郷である群馬県沼田市に引き揚げる。群馬県立沼田女子高等学校、日本女子大学文学部社会福祉学科卒業。1967年、東京都庁に入庁。目黒区、中野区で7年間、区政に携わった。東京都人事委員会事務局長、東京都監査事務局長などを歴任。
2002年10月9日、相続税や所得税など約10億円の滞納が問題となっていた新宿区長の小野田隆が辞職。同月東京都庁を退職し、11月24日に行われた区長選挙に自由民主党・公明党・連合東京などの推薦を受けて立候補し初当選した（東京23区初の女性区長）。
2006年に再選。2007年東京エコサービス株式会社代表取締役社長。2010年の新宿区長選挙には、一旦山崎泰が立候補を表明したものの直前に出馬を取り止め、山下万葉が出馬したが、自由民主党・公明党・たちあがれ日本の推薦を受けた中山が対立候補2人を大差で破り、3選。
2014年6月11日、新宿区議会の定例議会において、11月の新宿区長選挙には立候補しない意向を表明し、3期12年で新宿区長を退任した。
2015年6月小田急電鉄取締役。
同年11月、旭日中綬章受章。
2016年4月、特別区人事委員会委員長。
同年6月、中村屋が買収防衛策として設置している独立委員会の委員に就任。

## 政策・主張
- 新宿区役所内に「歌舞伎町ルネッサンス協議会」を設置し自ら会長を務め、歌舞伎町の違法風俗店や客引きを規制する「クリーンプロジェクト」を推進した。